# Les Angles-sur-Corrèze
Les Angles-sur-Corrèze là một xã thuộc tỉnh Corrèze trong vùng Nouvelle-Aquitaine miền trung Pháp.